# Sistema Sandinista de Televisión
El Sistema Sandinista de Televisión (SSTV) fue una cadena de televisión de Nicaragua, administrada por el gobierno entre 1979 y 1990.

## Historia
Cuando los sandinistas derrocaron el régimen de Somoza en Nicaragua en 1979, sólo había dos emisoras privadas de televisión en Nicaragua. Televicentro (Canal 2), fundado en 1965 y propiedad de Televicentro de Nicaragua de la familia Sacasa y Canal 6 propiedad de la familia Somoza y fundado en 1959.
El SSTV fue constituido oficialmente por ley el 10 de febrero de 1984, pero ambas estaciones de televisión fueron confiscadas por el gobierno sandinista en julio de 1979 y el SSTV existía de facto desde entonces.
La cadena estaba bajo la administración de una junta directiva con representantes del Consejo de Reconstrucción Nacional, el presidente del Consejo Nacional de Educación Superior, el Ministerio de Educación, el Ministerio de Cultura, el Ministerio de Telecomunicaciones, la Asociación Nacional de Maestros y la Unión Nicaragüense de Periodistas.
En 1989 el gobierno sandinista decidió devolver Televicentro (Canal 2) a la familia Sacasa. Con el triunfo de Violeta Chamorro en las elecciones de 1990, la cadena fue desmantelada y Canal 6 pasó a formar parte del Sistema Nacional de Televisión (SNTV) hasta 1997 cuando fue legalmente declarado en bancarrota bajo el gobierno de Arnoldo Alemán. Después de 16 años de abandono, el 14 de septiembre de 2011 Canal 6 volvió a estar en el aire, debido a las inversiones dadas por el gobierno nicaragüense en la restauración del canal.
En la actualidad, el canal 2 es parte de la Corporación Ratensa, junto a los canales 9, 10 y 11. Mientras que Canal 6 Nicaragüense pasó a formar parte del Sistema Nacional de Televisión, junto a los canales: Multinoticias, TN8, y Viva Nicaragua.

## Programación
En el principio, a causa del bloqueo económico impuesto por Estados Unidos, la programación de la SSTV estaba compuesta por series estadounidenses y producciones cubanas utilizadas para educar según la ideología del nuevo gobierno.
Sin embargo, con ayuda de profesionales europeos (especialmente de países del bloque soviético) y cubanos, la cadena creó programas de amplia recordación entre la población nicaragüense al mismo tiempo que formaba talentos que tendrían influencia en el escenario televisivo nicaragüense. Entre los programas producidos por SSTV se destacan La Liga del Saber, El Chocoyito Chimbarón, Domingos Espectaculares y varios documentales acerca de la Revolución Sandinista.
El Canal 6 ofrecía una programación generalista mientras que el Canal 2 se especializaba en programación educativa y cultural.